# 植村家存
植村 家存（うえむら いえさだ）は、戦国時代から安土桃山時代にかけての武将。徳川氏の家臣。初名は栄政、その後徳川家康から偏諱を受けて家政、さらに後に家存と名乗る。

## 出自
植村氏は清和源氏の一流である摂津源氏の流れを汲む美濃源氏の嫡流・土岐氏の末裔を称する。

## 生涯
天文18年（1549年）、9歳の時から家康に仕える。その後、天文21年（1552年）に父・植村氏明が死去したため家督を継承する。
永禄5年（1562年）、清洲同盟の際は清洲城に赴いた主君・徳川家康の護衛を務める。この時、織田信長についてゆき、家康一行が書院に入ろうとしたが、家存が家康の刀を持ったまま入室しようとした為、警固の者に何者かと咎められた。これに対して家存の方は、「我は植村出羽守なり。主君の刀を持って参ったのを、そのように大袈裟に咎めてくれるな」と荒々しく言い放った。この時、それを耳にした織田信長に前漢の樊噲に似ていると賞賛された。会見後、織田信長は護衛役の家存に二振りの行光の太刀を与えた。
その後、酒井忠次、石川家成、石川数正らと共に家康の家老及び旗本先手役となる。
元亀3年（1572年）には織田信長と上杉謙信の同盟の仲介を行い、謙信から長光の刀と山伏出立の具足を贈られた。なお越後国を訪ねるため甲斐国に立ち寄った際、武田信玄に「一世の豪勇」と称されており、武田・上杉の家中に家存の武名は轟いていた。
天正5年（1577年）に37歳で死去。
子孫は徳川家に重用され、高取藩主となる。